# Kill (альбом)
Kill — музичний альбом гурту Cannibal Corpse. Виданий 21 березня 2006 року лейблом Metal Blade Records у двох дисках — студійному CD і DVD з концерту. Загальна тривалість композицій становить 42:10 на CD і 1:17:04 — на DVD. Альбом відносять до напрямку дез-метал.

## Список пісень
| CD 1. «The Time to Kill Is Now» — 2:03 2. «Make Them Suffer» — 2:50 3. «Murder Worship» — 3:56 4. «Necrosadistic Warning» — 3:28 5. «Five Nails Through the Neck» — 3:45 6. «Purification by Fire» — 2:57 7. «Death Walking Terror» — 3:31 8. «Barbaric Bludgeonings» — 3:42 9. «The Discipline of Revenge» — 3:39 10. «Brain Removal Device» — 3:14 11. «Maniacal» — 2:12 12. «Submerged in Boiling Flesh» — 2:52 13. «Infinite Misery» — 4:01 | Live DVD 1. «Opening» — 0:30 2. «Shredded Humans» — 5:11 3. «Puncture Wound Massacre» — 2:08 4. «Fucked With A Knife» — 3:01 5. «Stripped, Raped And Strangled» — 4:20 6. «Decency Defied» — 4:25 7. «Vomit The Soul» — 5:57 8. «Unleashing The Bloodthirsty» — 4:32 9. «Pounded Into Dust» — 3:10 10. «The Cryptic Stench» — 4:10 11. «They Deserve To Die» — 4:11 12. «Dormant Bodies Bursting» — 3:02 13. «Gallery Of Suicide» — 4:51 14. «Pit Of Zombies» — 5:09 15. «The Wretched Spawn» — 4:59 16. «Devoured By Vermin» — 5:27 17. «A Skull Full Of Maggots» — 3:33 18. «Hammer Smashed Face» — 7:26 |